# SD Aucas
Sociedad Deportiva Aucas (wym. [sosjeˈðað ðepoɾˈtiβa ˈawkas]) – ekwadorski klub piłkarski z siedzibą w stołecznym mieście Quito. Występuje w rozgrywkach Serie A. Domowe mecze rozgrywa na obiekcie Estadio Gonzalo Pozo Ripalda.

## Osiągnięcia

### Krajowe
- Serie A

| zwycięstwo (1):     | 2022 |
| drugie miejsce (0): | –    |

- Supercopa Ecuador

| zwycięstwo (0):     | –    |
| drugie miejsce (1): | 2023 |

## Historia
Klub został założony w lutym 1945 przez przedsiębiorstwo Royal Dutch Shell, zajmujące się wówczas w Ekwadorze wydobyciem ropy naftowej. Żółto-czerwone barwy klubowe przejęto od Shell, zaś nazwa klubu nawiązuje do ludności Huaorani zamieszkującej tereny wschodniego Ekwadoru (w języku keczua określanych jako Aucas). Od razu został czołowym zespołem rozgrywek amatorskich, skupiając najlepszych piłkarzy z prowincji Pichincha. W latach 1945–1949 pięć razy z rzędu triumfowali z amatorskich mistrzostwach Pichincha. Mimo iż Shell wycofał się z Ekwadoru w 1948 roku, klub kontynuował działalność.
W 1957 roku Aucas wziął udział w debiutanckim sezonie profesjonalnej ligi ekwadorskiej. W najwyższej klasie rozgrywkowej występował w latach 1962–1963, 1965–1966, 1968–1970, 1975–1977, 1979, 1982–1984, 1987–1990, 1992–2006, 2015–2016, a następnie od 2018 roku.
W 1994 roku Aucas przeniósł się na nowo otwarty obiekt Estadio Gonzalo Pozo Ripalda, będący własnością klubu. W 2001 roku zespół po raz pierwszy wziął udział w rozgrywkach międzynarodowych: Copa Merconorte. W 2022 roku prowadzeni przez trenera Césara Faríasa piłkarze Aucas wywalczyli pierwsze mistrzostwo Ekwadoru w historii klubu.
Derbowym rywalem Aucas jest LDU Quito, a mecze pomiędzy tymi drużynami noszą nazwę Superclásico de Quito.

### Rozgrywki międzynarodowe
| Sezon | Rozgrywki         | Runda | Klub                 | Dom | Wyjazd | Ogólnie    |
| ----- | ----------------- | ----- | -------------------- | --- | ------ | ---------- |
| 2001  | Copa Merconorte   | Grupa | Necaxa               | 0:2 | 3:1    | 4. miejsce |
| 2001  | Copa Merconorte   | Grupa | Alianza Lima         | 1:1 | 1:4    | 4. miejsce |
| 2001  | Copa Merconorte   | Grupa | América Cali         | 0:1 | 1:2    | 4. miejsce |
| 2002  | Copa Sudamericana | 1R    | Barcelona SC         | 1:2 | 0:1    | 1:3        |
| 2004  | Copa Sudamericana | 1R    | LDU Quito            | 0:1 | 1:1    | 1:2        |
| 2016  | Copa Sudamericana | 1R    | Real Garcilaso       | 2:1 | 0:1    | 2:2 (w.)   |
| 2020  | Copa Sudamericana | 1R    | Vélez Sarsfield      | 2:1 | 0:1    | 2:2 (w.)   |
| 2021  | Copa Sudamericana | QR    | Guayaquil City       | 2:1 | 3:0    | 5:1        |
| 2021  | Copa Sudamericana | Grupa | Athletico Paranaense | 0:1 | 0:4    | 3. miejsce |
| 2021  | Copa Sudamericana | Grupa | Melgar               | 2:1 | 0:2    | 3. miejsce |
| 2021  | Copa Sudamericana | Grupa | Metropolitanos       | 3:0 | 2:3    | 3. miejsce |
| 2023  | Copa Libertadores | Grupa | Flamengo             | 2:1 | 0:4    | 4. miejsce |
| 2023  | Copa Libertadores | Grupa | Racing Club          | 1:2 | 2:3    | 4. miejsce |
| 2023  | Copa Libertadores | Grupa | Ñublense             | 0:0 | 1:2    | 4. miejsce |

## Aktualny skład
Stan na 1 lutego 2023.
| Nr | Poz. | Piłkarz            |
| -- | ---- | ------------------ |
| 1  | BR   | Damián Frascarelli |
| 2  | OB   | Ariel García       |
| 4  | OB   | Wilker Ángel       |
| 5  | OB   | Franklin Carabalí  |
| 6  | PO   | Piero Guzmán       |
| 7  | PO   | Edison Vega        |
| 8  | NA   | Jeison Chalá       |
| 9  | NA   | Michael Rangel     |
| 10 | NA   | Jefferson Montero  |
| 11 | NA   | Daniel Segura      |
| 12 | BR   | Hernán Galíndez    |
| 13 | PO   | Edison Caicedo     |
| 14 | PO   | Ronald Briones     |
| 15 | PO   | Angelo Mina        |
| 16 | PO   | Sergio Quintero    |
| 17 | NA   | Roberto Ordoñez    |
| 18 | NA   | Marcos Mejía       |
| 19 | PO   | Jordán Mohor       |
| 20 | PO   | Michael Mieles     |
| 21 | OB   | Pedro Perlaza      |

| Nr | Poz. | Piłkarz             |
| -- | ---- | ------------------- |
| 22 | PO   | Luis Cano           |
| 23 | PO   | Christian Alemán    |
| 24 | PO   | Kavier Ortiz        |
| 25 | BR   | Bismar Castro       |
| 26 | BR   | Johan Lara          |
| 27 | OB   | Luis Romero         |
| 28 | PO   | Jhonny Quiñónez     |
| 29 | OB   | Carlos Cuero        |
| 31 | NA   | Eryc Castillo       |
| 33 | OB   | Luis Cangá          |
| 34 | PO   | Bryan Sánchez       |
| 35 | PO   | Ronald Murillo      |
| 37 | NA   | Cristhoper Zambrano |
| 38 | NA   | Jhon Cifuente       |
| 47 | NA   | Stiven Plaza        |
| 49 | PO   | Rómulo Otero        |
| 52 | OB   | Aubrey David        |
| 70 | PO   | Jordan Rezabala     |
| 80 | PO   | Michael Carcelén    |
| 95 | OB   | Darío Aimar         |